# Tour de France 1985
Le Tour de France 1985 est la 72e édition du Tour de France, course cycliste qui s'est déroulée du 28 juin au 21 juillet 1985 sur 22 étapes pour 4 109 km. Le départ du Tour a lieu à Plumelec ; l'arrivée se juge aux Champs-Élysées à Paris. Le Français Bernard Hinault remporte sa cinquième et dernière Grande Boucle, égalant Jacques Anquetil et Eddy Merckx au palmarès de l'épreuve. Il s'adjuge également deux étapes (Prologue et contre-la-montre en ligne entre Sarrebourg et Strasbourg), auquel s'ajoute la première victoire de sa carrière dans un contre-la-montre par équipes du Tour de France avec sa formation La Vie Claire. Greg LeMond, deuxième du classement général et vainqueur du classement du combiné, est le premier Américain à remporter une étape du Tour de France. L'Irlandais Stephen Roche, lauréat au Col d'Aubisque, complète le podium. C'est le second doublé Giro-Tour pour Bernard Hinault, après celui de 1982.
Ce Tour de France reste la dernière édition ayant eu un vainqueur français.

## Parcours
Le Tour de France 1985 s'est déroulé du 28 juin au 21 juillet en 22 étapes totalisant 4 109 km avec un jour de repos, 3 contre-la-montre individuel en plus du prologue et un contre-la-montre par équipes.

## Participation
18 formations de dix coureurs prennent le départ soit 180 coureurs partants.
Il reste 144 coureurs à l'arrivée soit 80 % des partants. Seules cinq formations terminent au complet.
Le vainqueur des deux éditions précédentes, Laurent Fignon, est opéré pour une tendinite à la cheville gauche au printemps et ne peut pas être présent en juillet. En son absence, Bernard Hinault fait figure de favori, après avoir gagné le Tour d'Italie un mois auparavant.

## Déroulement de la course
Arrivé au départ du prologue avec 5 minutes de retard, Alfons De Wolf est éliminé pour arrivée hors délais,.
Bernard Hinault remporte le prologue à Plumelec. Le lendemain, Rudy Matthijs gagne au sprint à Lanester. Eric Vanderaerden est, comme la veille, deuxième et prend le maillot jaune. Matthijs s'impose à nouveau lors de la troisième étape.
La victoire de La Vie claire lors du contre-la-montre par équipes permet à huit de ses coureurs de se placer parmi les neuf premiers du classement général, uniquement devancés par Vanderaerden. Le lendemain, une échappée permet à l'un de ses coureurs, Kim Andersen, de prendre le maillot jaune, tandis que Gerrit Solleveld gagne l'étape. Henri Manders s'impose à Roubaix avec onze secondes d'avance sur le peloton. À Reims, Eric Vanderaerden et Sean Kelly sont déclassés pour sprint irrégulier. Francis Castaing est déclaré vainqueur et Andersen garde le maillot jaune, alors que Vanderaerden l'avait revêtu sur le podium avant la décision du jury. Ludwig Wijnants gagne à Nancy en attaquant dans le dernier kilomètre.
Hinault retrouve le maillot jaune à Strasbourg, où il gagne le contre-la-montre individuel avec plus de deux minutes d'avance sur ses principaux rivaux Charly Mottet, Stephen Roche et Greg LeMond, désormais deuxième. À Épinal, Maarten Ducrot, échappé solitaire, offre un troisième succès à Kwantum. Le lendemain, Jørgen Vagn Pedersen devance ses compagnons d'échappée à Pontarlier.

Dans les Alpes, Hinault accroît son avance. Il est échappé pendant les soixante derniers kilomètres menant à Morzine-Avoriaz, en compagnie de Luis Herrera, qui gagne l'étape. À Lans-en-Vercors, un autre Colombien, Fabio Parra, devance Herrera. Lors de cette étape longue de 269 kilomètres et sept cols, les formations s'entendent pour neutraliser le début d'étape et escamoter les premières difficultés. Cependant, Joël Pelier fait fi des consignes d'équipe et attaque dans la descente du col de la Colombière. Hinault va lui-même le chercher et le rappelle sévèrement à l'ordre. En finissant deuxième du contre-la-montre de Villard-de-Lans derrière Vanderaerden, Hinault accroit encore de quelques secondes son avance. Luis Herrera obtient, en solitaire, une deuxième victoire, à Saint-Étienne. À l'arrivée, Hinault chute et s'en relève avec une fracture du nez. Il n'est pas mis en difficulté lors des deux étapes suivantes, qui voient deux exploits individuels : Eduardo Chozas gagne à Aurillac avec près de dix minutes d'avance, et Frédéric Vichot à Toulouse après 207 km d'échappée.

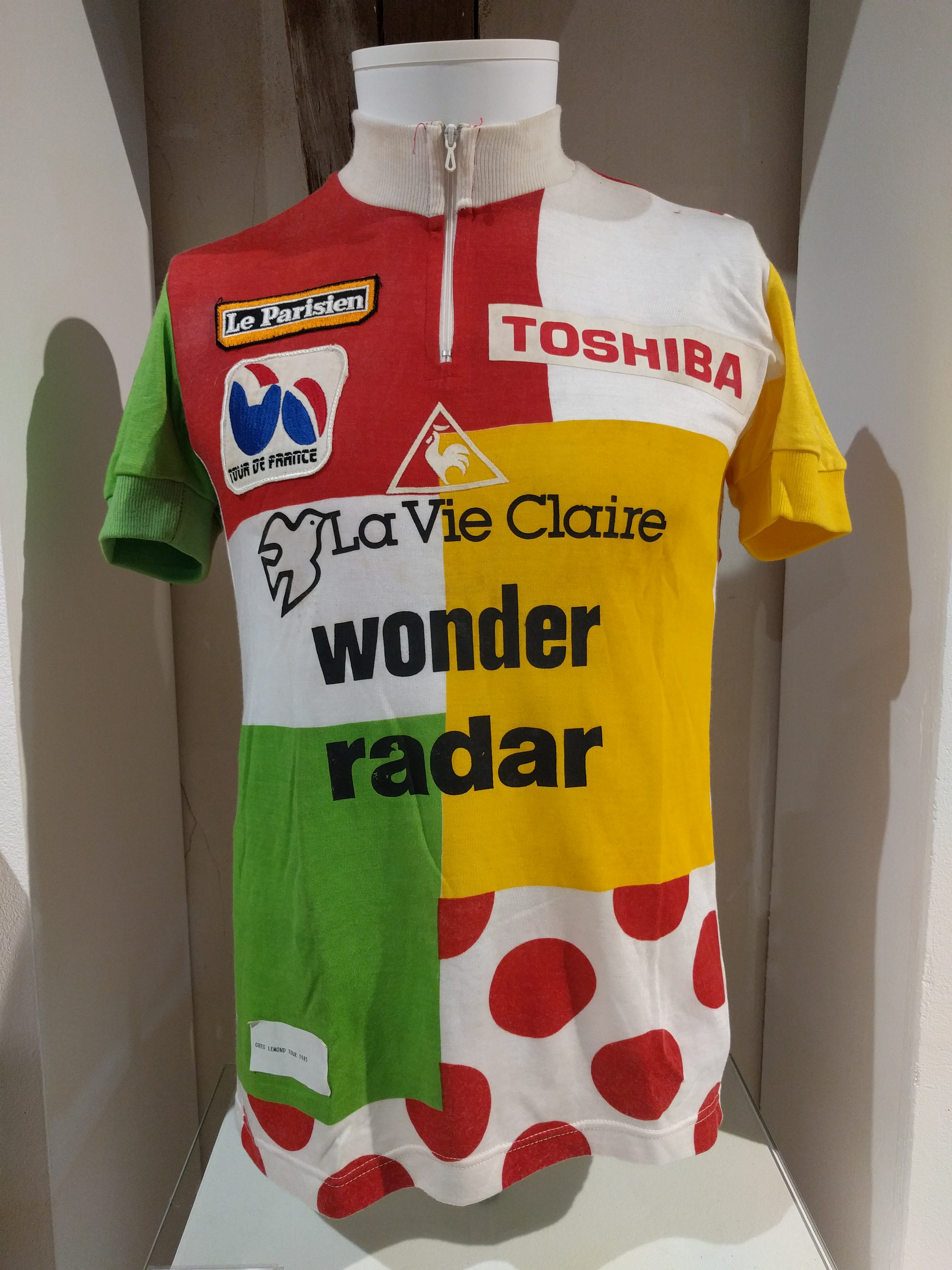
Maillot du combiné remporté par Greg Lemond lors du Tour de France 1985.

La première étape pyrénéenne est remportée par Pedro Delgado, qui fait l'ascension menant à Luz-Ardiden en tête et résiste au retour de Luis Herrera. Hinault, qui souffre d'une bronchite, est en difficulté dès l'ascension du Tourmalet. LeMond, plus à son aise dans la montée finale, souhaite pouvoir attaquer mais en est empêché par son directeur sportif Paul Köchli. Il se plaint à l'arrivée de ne pas pouvoir tenter sa chance pour gagner le Tour. Hinault, avec le soutien de Bernard Tapie, lui promet de l'aider à gagner l'année suivante s'il joue son rôle de coéquipier.
Le lendemain, la course est divisée en deux demi-étapes. Le matin, Stephen Roche part seul dans l'ascension du col du Soulor et s'impose au col d'Aubisque. Hinault faiblit dans le dernier kilomètre : il concède une minute et demie à Roche, qui reste troisième, et quinze secondes à Lemond. Régis Simon gagne la deuxième demi-étapes en battant au sprint son compagnon d'échappée, Álvaro Pino.
L'étape de Bordeaux est gagnée au sprint par Vanderaerden et celle arrivant à Limoges par Johan Lammerts qui s'est défait de ses compagnons d'échappée.
Le contre-la-montre du lac de Vassivière est remporté par LeMond, avec deux secondes d'avance sur Hinault. Roche est cinquième, à 59 secondes. Cette étape scelle le podium de ce Tour. La dernière étape permet à Delgado de déloger Millar de la deuxième place du classement de la montagne en étant premier au passage de six côtes. Le sprint final voit Matthijs s'offrir une troisième étape sur ce Tour.

## Étapes
| Étape,        | Date        | Villes étapes                            |                              | Distance (km)    | Vainqueur d’étape          | Leader du classement général |
| ------------- | ----------- | ---------------------------------------- | ---------------------------- | ---------------- | -------------------------- | ---------------------------- |
| Prologue      | 28 juin     | Plumelec – Plumelec                      | Contre-la-montre individuel  | 6,8              | Bernard Hinault            | Bernard Hinault              |
| 1ère étape    | 29 juin     | Vannes – Lanester                        | Étape de plaine              | 256              | Rudy Matthijs              | Eric Vanderaerden            |
| 2e étape      | 30 juin     | Lorient – Vitré                          | Étape de plaine              | 242              | Rudy Matthijs              | Eric Vanderaerden            |
| 3e étape      | 1er juillet | Vitré – Fougères                         | Contre-la-montre par équipes | 73               | La Vie Claire-Wonder-Radar | Eric Vanderaerden            |
| 4e étape      | 2 juillet   | Fougères – Pont-Audemer - Quillebeuf     | Étape de plaine              | 239              | Gerrit Solleveld           | Kim Andersen                 |
| 5e étape      | 3 juillet   | Neufchâtel-en-Bray – Roubaix - Tourcoing | Étape accidentée             | 224              | Henri Manders              | Kim Andersen                 |
| 6e étape      | 4 juillet   | Roubaix - Tourcoing – Reims              | Étape de plaine              | 221,5            | Francis Castaing           | Kim Andersen                 |
| 7e étape      | 5 juillet   | Reims – Nancy                            | Étape de plaine              | 217,5            | Ludwig Wijnants            | Kim Andersen                 |
| 8e étape      | 6 juillet   | Sarrebourg – Strasbourg                  | Contre-la-montre individuel  | 75               | Bernard Hinault            | Bernard Hinault              |
| 9e étape      | 7 juillet   | Strasbourg – Épinal                      | Étape de moyenne montagne    | 173,5            | Maarten Ducrot             | Bernard Hinault              |
| 10e étape     | 8 juillet   | Épinal – Pontarlier - Le Larmont         | Étape de moyenne montagne    | 204,5            | Jørgen Vagn Pedersen       | Bernard Hinault              |
| 11e étape     | 9 juillet   | Pontarlier – Morzine - Avoriaz           | Étape de montagne            | 195              | Luis Herrera               | Bernard Hinault              |
| 12e étape     | 10 juillet  | Morzine – Lans-en-Vercors                | Étape de montagne            | 269              | Fabio Parra                | Bernard Hinault              |
| 13e étape     | 11 juillet  | Villard-de-Lans – Villard-de-Lans        | Contre-la-montre individuel  | 31,8             | Eric Vanderaerden          | Bernard Hinault              |
|               | 12 juillet  | Grenoble                                 | Jour de repos                | Journée de repos | Journée de repos           | Journée de repos             |
| 14e étape     | 13 juillet  | Autrans - Méaudre – Saint-Étienne        | Étape de moyenne montagne    | 179              | Luis Herrera               | Bernard Hinault              |
| 15e étape     | 14 juillet  | Saint-Étienne – Aurillac                 | Étape de plaine              | 237,5            | Eduardo Chozas             | Bernard Hinault              |
| 16e étape     | 15 juillet  | Aurillac – Toulouse                      | Étape de plaine              | 247              | Frédéric Vichot            | Bernard Hinault              |
| 17e étape     | 16 juillet  | Toulouse – Luz-Ardiden                   | Étape de montagne            | 209,5            | Pedro Delgado              | Bernard Hinault              |
| 18e étape (a) | 17 juillet  | Luz-Saint-Sauveur – Col d'Aubisque       | Étape de montagne            | 52,5             | Stephen Roche              | Bernard Hinault              |
| 18e étape (b) | 17 juillet  | Laruns – Pau                             | Étape de montagne            | 83,5             | Régis Simon                | Bernard Hinault              |
| 19e étape     | 18 juillet  | Pau – Bordeaux                           | Étape de plaine              | 203              | Eric Vanderaerden          | Bernard Hinault              |
| 20e étape     | 19 juillet  | Montpon-Ménestérol – Limoges             | Étape de plaine              | 225              | Johan Lammerts             | Bernard Hinault              |
| 21e étape     | 20 juillet  | Circuit du Lac de Vassivière en Limousin | Contre-la-montre individuel  | 45,7             | Greg LeMond                | Bernard Hinault              |
| 22e étape     | 21 juillet  | Orléans – Paris - Champs-Élysées         | Étape de plaine              | 196              | Rudy Matthijs              | Bernard Hinault              |

Notes :
1. 1 2  La 18e étape se déroulait en deux demi-étapes empruntant toutes deux le col d'Aubisque depuis Laruns.

## Classements

### Classement général final
| Classement général, | Classement général, | Classement général, | Classement général,         | Classement général,  |
|                     | Coureur             | Pays                | Équipe                      | Temps                |
| ------------------- | ------------------- | ------------------- | --------------------------- | -------------------- |
| 1er                 | Bernard Hinault     | France              | La Vie Claire-Wonder-Radar  | en 113 h 24 min 23 s |
| 2e                  | Greg LeMond         | États-Unis          | La Vie Claire-Wonder-Radar  | + 1 min 42 s         |
| 3e                  | Stephen Roche       | Irlande             | La Redoute-Cycles MBK       | + 4 min 29 s         |
| 4e                  | Sean Kelly          | Irlande             | Skil-Sem-Kas-Miko           | + 6 min 26 s         |
| 5e                  | Phil Anderson       | Australie           | Panasonic                   | + 7 min 44 s         |
| 6e                  | Pedro Delgado       | Espagne             | Seat-Orbea                  | + 11 min 53 s        |
| 7e                  | Luis Herrera        | Colombie            | Varta-Café de Colombia      | + 12 min 53 s        |
| 8e                  | Fabio Parra         | Colombie            | Varta-Café de Colombia      | + 13 min 35 s        |
| 9e                  | Eduardo Chozas      | Espagne             | Reynolds-TS Batteries       | + 13 min 56 s        |
| 10e                 | Steve Bauer         | Canada              | La Vie Claire-Wonder-Radar  | + 14 min 57 s        |
| 11e                 | Robert Millar       | Royaume-Uni         | Peugeot-Shell-Michelin      | + 15 min 10 s        |
| 12e                 | Joop Zoetemelk      | Pays-Bas            | Kwantum Hallen-Decosol-Yoko | + 15 min 24 s        |
| 13e                 | Niki Rüttimann      | Suisse              | La Vie Claire-Wonder-Radar  | + 16 min 2 s         |
| 14e                 | Eddy Schepers       | Belgique            | Lotto-Eddy Merckx           | + 16 min 13 s        |
| 15e                 | Peter Winnen        | Pays-Bas            | Panasonic                   | + 17 min 35 s        |
| 16e                 | Robert Forest       | France              | Peugeot-Shell-Michelin      | + 17 min 45 s        |
| 17e                 | Celestino Prieto    | Espagne             | Reynolds-TS Batteries       | + 19 min 48 s        |
| 18e                 | Claude Criquielion  | Belgique            | Hitachi-Splendor-Sunair     | + 21 min 12 s        |
| 19e                 | Álvaro Pino         | Espagne             | Zor-Gemeaz Cusin            | + 21 min 35 s        |
| 20e                 | Pascal Simon        | France              | Peugeot-Shell-Michelin      | + 23 min 30 s        |
| 21e                 | Pierre Bazzo        | France              | Fagor                       | + 23 min 36 s        |
| 22e                 | Dominique Arnaud    | France              | La Vie Claire-Wonder-Radar  | + 26 min 28 s        |
| 23e                 | Beat Breu           | Suisse              | Carrera-Inoxpran            | + 29 min 42 s        |
| 24e                 | Jérôme Simon        | France              | La Redoute-Cycles MBK       | + 32 min 52 s        |
| 25e                 | Steven Rooks        | Pays-Bas            | Panasonic                   | + 33 min 21 s        |
| modifier            |                     |                     |                             |                      |

Moyenne générale de la course : 36,376 km/h.

### Classements annexes finals
| Classement par points, | Classement par points, | Classement par points, | Classement par points,                  | Classement par points, |
| ---------------------- | ---------------------- | ---------------------- | --------------------------------------- | ---------------------- |
|                        | Coureur                | Pays                   | Équipe                                  | Point(s)               |
| 1er                    | Sean Kelly             | Irlande                | Skil-Sem-Kas-Miko                       | 434 points             |
| 2e                     | Greg LeMond            | États-Unis             | La Vie Claire-Wonder-Radar              | 332 pts                |
| 3e                     | Stephen Roche          | Irlande                | La Redoute-Cycles MBK                   | 279 pts                |
| 4e                     | Bernard Hinault        | France                 | La Vie Claire-Wonder-Radar              | 266 pts                |
| 5e                     | Eric Vanderaerden      | Belgique               | Panasonic                               | 258 pts                |
| 6e                     | Phil Anderson          | Australie              | Panasonic                               | 244 pts                |
| 7e                     | Adri van der Poel      | Pays-Bas               | Kwantum Hallen-Decosol-Yoko             | 199 pts                |
| 8e                     | Luis Herrera           | Colombie               | Varta-Café de Colombia                  | 195 pts                |
| 9e                     | Benny Van Brabant      | Belgique               | Tönissteiner-Torhout-Werchter Rock-BASF | 192 pts                |
| 10e                    | Pedro Delgado          | Espagne                | Seat-Orbea                              | 156 pts                |
| modifier               |                        |                        |                                         |                        |

| Classement du meilleur grimpeur, | Classement du meilleur grimpeur, | Classement du meilleur grimpeur, | Classement du meilleur grimpeur, | Classement du meilleur grimpeur, |
| -------------------------------- | -------------------------------- | -------------------------------- | -------------------------------- | -------------------------------- |
|                                  | Coureur                          | Pays                             | Équipe                           | Point(s)                         |
| 1er                              | Luis Herrera                     | Colombie                         | Varta-Café de Colombia           | 440 points                       |
| 2e                               | Pedro Delgado                    | Espagne                          | Seat-Orbea                       | 274 pts                          |
| 3e                               | Robert Millar                    | Royaume-Uni                      | Peugeot-Shell-Michelin           | 270 pts                          |
| 4e                               | Greg LeMond                      | États-Unis                       | La Vie Claire-Wonder-Radar       | 214 pts                          |
| 5e                               | Reynel Montoya                   | Colombie                         | Varta-Café de Colombia           | 190 pts                          |
| 6e                               | Bernard Hinault                  | France                           | La Vie Claire-Wonder-Radar       | 165 pts                          |
| 7e                               | Claudio Fasolo (en)              | Italie                           | Santini-Selle Italia-Conti-Galli | 136 pts                          |
| 8e                               | Fabio Parra                      | Colombie                         | Varta-Café de Colombia           | 133 pts                          |
| 9e                               | Stephen Roche                    | Irlande                          | La Redoute-Cycles MBK            | 130 pts                          |
| 10e                              | Eduardo Chozas                   | Espagne                          | Reynolds-TS Batteries            | 113 pts                          |
| modifier                         |                                  |                                  |                                  |                                  |

| Classement des néophytes, | Classement des néophytes, | Classement des néophytes, | Classement des néophytes,  | Classement des néophytes, |
|                           | Coureur                   | Pays                      | Équipe                     | Temps                     |
| ------------------------- | ------------------------- | ------------------------- | -------------------------- | ------------------------- |
| 1er                       | Fabio Parra               | Colombie                  | Varta-Café de Colombia     | en 113 h 37 min 58 s      |
| 2e                        | Eduardo Chozas            | Espagne                   | Reynolds-TS Batteries      | + 21 s                    |
| 3e                        | Steve Bauer               | Canada                    | La Vie Claire-Wonder-Radar | + 1 min 22 s              |
| 4e                        | Robert Forest             | France                    | Peugeot-Shell-Michelin     | + 4 min 10 s              |
| 5e                        | Álvaro Pino               | Espagne                   | Zor-Gemeaz Cusin           | + 8 min 0 s               |
| 6e                        | Thierry Claveyrolat       | France                    | La Redoute-Cycles MBK      | + 25 min 41 s             |
| 7e                        | Jesús Rodríguez Magro     | Espagne                   | Zor-Gemeaz Cusin           | + 26 min 3 s              |
| 8e                        | Charly Mottet             | France                    | Renault-Elf                | + 29 min 22 s             |
| 9e                        | Iñaki Gastón              | Espagne                   | Skil-Reydel-Sem-Mavic      | + 32 min 18 s             |
| 10e                       | Faustino Rupérez          | Espagne                   | Zor-Gemeaz Cusin           | + 32 min 37 s             |
| modifier                  |                           |                           |                            |                           |

| Classement des sprints intermédiaires, | Classement des sprints intermédiaires, | Classement des sprints intermédiaires, | Classement des sprints intermédiaires, | Classement des sprints intermédiaires, |
| -------------------------------------- | -------------------------------------- | -------------------------------------- | -------------------------------------- | -------------------------------------- |
|                                        | Coureur                                | Pays                                   | Équipe                                 | Point(s)                               |
| 1er                                    | Jozef Lieckens                         | Belgique                               | Lotto-Eddy Merckx                      | 162 points                             |
| 2e                                     | Eduardo Chozas                         | Espagne                                | Reynolds-TS Batteries                  | 67 pts                                 |
| 3e                                     | Sean Kelly                             | Irlande                                | Skil-Sem-Kas-Miko                      | 59 pts                                 |
| 4e                                     | Steve Bauer                            | Canada                                 | La Vie Claire-Wonder-Radar             | 54 pts                                 |
| 5e                                     | Greg LeMond                            | États-Unis                             | La Vie Claire-Wonder-Radar             | 51 pts                                 |
| 6e                                     | Frédéric Vichot                        | France                                 | Skil-Sem-Kas-Miko                      | 47 pts                                 |
| 7e                                     | Denis Roux                             | France                                 | Renault-Elf                            | 38 pts                                 |
| 8e                                     | Carlos Mario Jaramillo                 | Colombie                               | Varta-Café de Colombia                 | 32 pts                                 |
| 9e                                     | Álvaro Pino                            | Espagne                                | Zor-Gemeaz Cusin                       | 32 pts                                 |
| 10e                                    | Adri van der Poel                      | Pays-Bas                               | Kwantum Hallen-Decosol-Yoko            | 26 pts                                 |
| modifier                               |                                        |                                        |                                        |                                        |

#### Classement du combiné
| Classement du combiné | Classement du combiné | Classement du combiné | Classement du combiné       | Classement du combiné |
| --------------------- | --------------------- | --------------------- | --------------------------- | --------------------- |
|                       | Coureur               | Pays                  | Équipe                      | Point(s)              |
| 1er                   | Greg LeMond           | États-Unis            | La Vie Claire-Wonder-Radar  | 91 points             |
| 2e                    | Sean Kelly            | Irlande               | Skil-Sem-Kas-Miko           | 85 pts                |
| 3e                    | Bernard Hinault       | France                | La Vie Claire-Wonder-Radar  | 76 pts                |
| 4e                    | Stephen Roche         | Irlande               | La Redoute-Cycles MBK       | 63 pts                |
| 5e                    | Luis Herrera          | Colombie              | Varta-Café de Colombia      | 62 pts                |
| 6e                    | Pedro Delgado         | Espagne               | Seat-Orbea                  | 60 pts                |
| 7e                    | Eduardo Chozas        | Espagne               | Reynolds-TS Batteries       | 57 pts                |
| 8e                    | Kim Andersen          | Danemark              | La Vie Claire-Wonder-Radar  | 56 pts                |
| 9e                    | Steve Bauer           | Canada                | La Vie Claire-Wonder-Radar  | 51 pts                |
| 10e                   | Adrie van der Poel    | Pays-Bas              | Kwantum Hallen-Decosol-Yoko | 47 pts                |
| modifier              |                       |                       |                             |                       |

| Classement par équipes, | Classement par équipes,    | Classement par équipes, | Classement par équipes, |
|                         | Équipe                     | Pays                    | Temps                   |
| ----------------------- | -------------------------- | ----------------------- | ----------------------- |
| 1re                     | La Vie Claire-Wonder-Radar | France                  | en 340 h 21 min 9 s     |
| 2e                      | Panasonic                  | Pays-Bas                | + 27 min 10 s           |
| 3e                      | Peugeot-Shell-Michelin     | France                  | + 40 min 54 s           |
| 4e                      | Skil-Sem-Kas-Miko          | France                  | + 46 min 51 s           |
| 5e                      | La Redoute-Cycles MBK      | France                  | + 53 min 57 s           |
| 6e                      | Varta-Café de Colombia     | Colombie                | + 1 h 5 min 24 s        |
| 7e                      | Reynolds-TS Batteries      | Espagne                 | + 1 h 11 min 28 s       |
| 8e                      | Zor-Gemeaz Cusin           | Espagne                 | + 1 h 25 min 42 s       |
| 9e                      | Renault-Elf                | France                  | + 1 h 26 min 54 s       |
| 10e                     | Carrera-Inoxpran           | Italie                  | + 1 h 30 min 18 s       |
| modifier                |                            |                         |                         |

| Classement par équipes par points, | Classement par équipes par points,      | Classement par équipes par points, | Classement par équipes par points, | Classement par équipes par points, |
|                                    | Équipes                                 | Pays                               |                                    | Point(s)                           |
| ---------------------------------- | --------------------------------------- | ---------------------------------- | ---------------------------------- | ---------------------------------- |
| 1re                                | La Vie Claire-Wonder-Radar              | France                             |                                    | 1 095                              |
| 2e                                 | Panasonic                               | Pays-Bas                           |                                    | 1 268                              |
| 3e                                 | Skil-Sem-Kas-Miko                       | France                             |                                    | 1 475                              |
| 4e                                 | Peugeot-Shell-Michelin                  | France                             |                                    | 1 579                              |
| 5e                                 | La Redoute-Cycles MBK                   | France                             |                                    | 1 727                              |
| 6e                                 | Lotto-Eddy Merckx                       | Belgique                           |                                    | 1 802                              |
| 7e                                 | Hitachi-Splendor-Sunair                 | Belgique                           |                                    | 1 832                              |
| 8e                                 | Kwantum Hallen-Decosol-Yoko             | Belgique                           |                                    | 1 858                              |
| 9e                                 | Tönissteiner-Torhout-Werchter Rock-BASF | Belgique                           |                                    | 2 461                              |
| 10e                                | Renault-Elf                             | France                             |                                    | 2 471                              |
| modifier                           |                                         |                                    |                                    |                                    |

### Évolution des classements
| Étape              | Vainqueur                  | Classement général | Classement par points | Classement de la montagne | Classement du meilleur jeune | Classement du combiné | Classement des sprints intermédiaires | Classements par équipes    | Classements par équipes    | Prix de la combativité |
| Étape              | Vainqueur                  | Classement général | Classement par points | Classement de la montagne | Classement du meilleur jeune | Classement du combiné | Classement des sprints intermédiaires | Au temps                   | Aux points                 | Prix de la combativité |
| ------------------ | -------------------------- | ------------------ | --------------------- | ------------------------- | ---------------------------- | --------------------- | ------------------------------------- | -------------------------- | -------------------------- | ---------------------- |
| P                  | Bernard Hinault            | Bernard Hinault    | Bernard Hinault       | Bernard Hinault           | Steve Bauer                  | Bernard Hinault       | non décerné                           | La Vie Claire-Wonder-Radar | La Vie Claire-Wonder-Radar | non décerné            |
| 1                  | Rudy Matthijs              | Eric Vanderaerden  | Eric Vanderaerden     | Maarten Ducrot            | Steve Bauer                  | Eric Vanderaerden     | Maarten Ducrot                        | La Vie Claire-Wonder-Radar | La Redoute-Cycles MBK      | Maarten Ducrot         |
| 2                  | Rudy Matthijs              | Eric Vanderaerden  | Eric Vanderaerden     | Maarten Ducrot            | Steve Bauer                  | Eric Vanderaerden     | Eric Vanderaerden                     | La Vie Claire-Wonder-Radar | La Redoute-Cycles MBK      | Marc Gomez             |
| 3                  | La Vie Claire-Wonder-Radar | Eric Vanderaerden  | Eric Vanderaerden     | Maarten Ducrot            | Steve Bauer                  | Eric Vanderaerden     | Eric Vanderaerden                     | La Vie Claire-Wonder-Radar | La Redoute-Cycles MBK      | non décerné            |
| 4                  | Gerrit Solleveld           | Kim Andersen       | Eric Vanderaerden     | Adri van der Poel         | Steve Bauer                  | Kim Andersen          | Sean Kelly                            | La Vie Claire-Wonder-Radar | Peugeot-Shell-Michelin     | Hennie Kuiper          |
| 5                  | Henri Manders              | Kim Andersen       | Eric Vanderaerden     | Adri van der Poel         | Steve Bauer                  | Eric Vanderaerden     | Sean Kelly                            | La Vie Claire-Wonder-Radar | La Redoute-Cycles MBK      | Teun van Vliet         |
| 6                  | Francis Castaing           | Kim Andersen       | Eric Vanderaerden     | Adri van der Poel         | Steve Bauer                  | Kim Andersen          | Sean Kelly                            | La Vie Claire-Wonder-Radar | Peugeot-Shell-Michelin     | Jørgen Vagn Pedersen   |
| 7                  | Ludwig Wijnants            | Kim Andersen       | Eric Vanderaerden     | Adri van der Poel         | Steve Bauer                  | Eric Vanderaerden     | Sean Kelly                            | La Vie Claire-Wonder-Radar | Panasonic                  | Luis Herrera           |
| 8                  | Bernard Hinault            | Bernard Hinault    | Sean Kelly            | Adri van der Poel         | Steve Bauer                  | Sean Kelly            | Sean Kelly                            | La Vie Claire-Wonder-Radar | La Vie Claire-Wonder-Radar | non décerné            |
| 9                  | Maarten Ducrot             | Bernard Hinault    | Sean Kelly            | Luis Herrera              | Steve Bauer                  | Greg LeMond           | Sean Kelly                            | La Vie Claire-Wonder-Radar | La Vie Claire-Wonder-Radar | René Bittinger         |
| 10                 | Jørgen Vagn Pedersen       | Bernard Hinault    | Sean Kelly            | Luis Herrera              | Steve Bauer                  | Greg LeMond           | Sean Kelly                            | La Vie Claire-Wonder-Radar | La Vie Claire-Wonder-Radar | Dominique Arnaud       |
| 11                 | Luis Herrera               | Bernard Hinault    | Sean Kelly            | Luis Herrera              | Steve Bauer                  | Greg LeMond           | Sean Kelly                            | La Vie Claire-Wonder-Radar | La Vie Claire-Wonder-Radar | Bernard Hinault        |
| 12                 | Fabio Parra                | Bernard Hinault    | Sean Kelly            | Luis Herrera              | Steve Bauer                  | Greg LeMond           | Jozef Lieckens                        | La Vie Claire-Wonder-Radar | La Vie Claire-Wonder-Radar | Eduardo Chozas         |
| 13                 | Eric Vanderaerden          | Bernard Hinault    | Sean Kelly            | Luis Herrera              | Steve Bauer                  | Greg LeMond           | Jozef Lieckens                        | La Vie Claire-Wonder-Radar | La Vie Claire-Wonder-Radar | non décerné            |
| 14                 | Luis Herrera               | Bernard Hinault    | Sean Kelly            | Luis Herrera              | Steve Bauer                  | Greg LeMond           | Jozef Lieckens                        | La Vie Claire-Wonder-Radar | La Vie Claire-Wonder-Radar | Luis Herrera           |
| 15                 | Eduardo Chozas             | Bernard Hinault    | Sean Kelly            | Luis Herrera              | Steve Bauer                  | Greg LeMond           | Jozef Lieckens                        | La Vie Claire-Wonder-Radar | La Vie Claire-Wonder-Radar | Eduardo Chozas         |
| 16                 | Frédéric Vichot            | Bernard Hinault    | Sean Kelly            | Luis Herrera              | Steve Bauer                  | Greg LeMond           | Jozef Lieckens                        | La Vie Claire-Wonder-Radar | La Vie Claire-Wonder-Radar | Frédéric Vichot        |
| 17                 | Pedro Delgado              | Bernard Hinault    | Sean Kelly            | Luis Herrera              | Fabio Parra                  | Greg LeMond           | Jozef Lieckens                        | La Vie Claire-Wonder-Radar | La Vie Claire-Wonder-Radar | Pello Ruiz Cabestany   |
| 18a                | Stephen Roche              | Bernard Hinault    | Sean Kelly            | Luis Herrera              | Fabio Parra                  | Sean Kelly            | Jozef Lieckens                        | La Vie Claire-Wonder-Radar | La Vie Claire-Wonder-Radar | Álvaro Pino            |
| 18b                | Régis Simon                | Bernard Hinault    | Sean Kelly            | Luis Herrera              | Fabio Parra                  | Sean Kelly            | Jozef Lieckens                        | La Vie Claire-Wonder-Radar | La Vie Claire-Wonder-Radar | Álvaro Pino            |
| 19                 | Eric Vanderaerden          | Bernard Hinault    | Sean Kelly            | Luis Herrera              | Fabio Parra                  | Sean Kelly            | Jozef Lieckens                        | La Vie Claire-Wonder-Radar | La Vie Claire-Wonder-Radar | Eduardo Chozas         |
| 20                 | Johan Lammerts             | Bernard Hinault    | Sean Kelly            | Luis Herrera              | Fabio Parra                  | Sean Kelly            | Jozef Lieckens                        | La Vie Claire-Wonder-Radar | La Vie Claire-Wonder-Radar | Ludo Peeters           |
| 21                 | Greg LeMond                | Bernard Hinault    | Sean Kelly            | Luis Herrera              | Fabio Parra                  | Greg LeMond           | Jozef Lieckens                        | La Vie Claire-Wonder-Radar | La Vie Claire-Wonder-Radar | non décerné            |
| 22                 | Rudy Matthijs              | Bernard Hinault    | Sean Kelly            | Luis Herrera              | Fabio Parra                  | Greg LeMond           | Jozef Lieckens                        | La Vie Claire-Wonder-Radar | La Vie Claire-Wonder-Radar | Marc Madiot            |
| Classements finals | Classements finals         | Bernard Hinault    | Sean Kelly            | Luis Herrera              | Fabio Parra                  | Greg LeMond           | Jozef Lieckens                        | La Vie Claire-Wonder-Radar | La Vie Claire-Wonder-Radar | Maarten Ducrot         |

## Liste des coureurs
La liste ci-dessous présente les coureurs inscrits par numéro de dossard.
| Légende | Légende                                                                    | Légende | Légende                                                    |
| ------- | -------------------------------------------------------------------------- | ------- | ---------------------------------------------------------- |
| Num     | Dossard de départ porté par le coureur sur ce Tour                         | Pos     | Position à l'arrivée de la course                          |
|         | Indique un maillot de champion national ou mondial, suivi de sa spécialité | NP      | Indique un coureur qui n'a pas pris le départ de la course |
| AB      | Indique un coureur qui n'a pas terminé la course                           | HD      | Indique un coureur qui a terminé la course hors des délais |

| Renault-Elf                         | Renault-Elf               | Renault-Elf |
| ----------------------------------- | ------------------------- | ----------- |
| Num                                 | Coureur                   | Pos         |
| 1                                   | Philippe Chevallier (FRA) | 57e         |
| 2                                   | Dominique Gaigne (FRA)    | 116e        |
| 3                                   | Martial Gayant (FRA)      | HD-15       |
| 4                                   | Christophe Lavainne (FRA) | HD-15       |
| 5                                   | Marc Madiot (FRA)         | 26e         |
| 6                                   | Yvon Madiot (FRA)         | 72e         |
| 7                                   | Thierry Marie (FRA)       | 67e         |
| 8                                   | Charles Mottet (FRA)      | 36e         |
| 9                                   | Pascal Poisson (FRA)      | 42e         |
| 10                                  | Denis Roux (FRA)          | 56e         |
| Directeur sportif : Cyrille Guimard |                           |             |

| La Vie Claire-Wonder-Radar       | La Vie Claire-Wonder-Radar | La Vie Claire-Wonder-Radar |
| -------------------------------- | -------------------------- | -------------------------- |
| Num                              | Coureur                    | Pos                        |
| 11                               | Bernard Hinault (FRA)      | 1er                        |
| 12                               | Kim Andersen (DEN)         | 47e                        |
| 13                               | Dominique Arnaud (FRA)     | 22e                        |
| 14                               | Steve Bauer (CAN)          | 10e                        |
| 15                               | Marc Gomez (FRA)           | 99e                        |
| 16                               | Christian Jourdan (FRA)    | 71e                        |
| 17                               | Greg LeMond (USA)          | 2e                         |
| 18                               | Niki Rüttimann (SUI)       | 13e                        |
| 19                               | Bernard Vallet (FRA)       | 46e                        |
| 20                               | Alain Vigneron (FRA)       | 44e                        |
| Directeur sportif : Paul Koechli |                            |                            |

| Peugeot-Shell-Michelin             | Peugeot-Shell-Michelin        | Peugeot-Shell-Michelin |
| ---------------------------------- | ----------------------------- | ---------------------- |
| Num                                | Coureur                       | Pos                    |
| 21                                 | Robert Millar (GBR)           | 11e                    |
| 22                                 | Frédéric Brun (FRA)           | 134e                   |
| 23                                 | Francis Castaing (FRA)        | 132e                   |
| 24                                 | Gilbert Duclos-Lassalle (FRA) | 61e                    |
| 25                                 | Robert Forest (FRA)           | 16e                    |
| 26                                 | Yvan Frebert (FRA)            | 68e                    |
| 27                                 | Hubert Linard (FRA)           | 98e                    |
| 28                                 | Allan Peiper (AUS)            | 86e                    |
| 29                                 | Pascal Simon (FRA)            | 20e                    |
| 30                                 | Sean Yates (GBR)              | 122e                   |
| Directeur sportif : Roland Berland |                               |                        |

| Skil-Sem-Kas-Miko                    | Skil-Sem-Kas-Miko           | Skil-Sem-Kas-Miko |
| ------------------------------------ | --------------------------- | ----------------- |
| Num                                  | Coureur                     | Pos               |
| 31                                   | Sean Kelly (IRL)            | 4e                |
| 32                                   | René Bittinger (FRA)        | 77e               |
| 33                                   | Éric Caritoux (FRA)         | 34e               |
| 34                                   | Guy Gallopin (FRA)          | 102e              |
| 35                                   | Dominique Garde (FRA)       | 35e               |
| 36                                   | Gilles Mas (FRA)            | 37e               |
| 37                                   | Joël Pelier (FRA)           | 78e               |
| 38                                   | Philippe Poissonnier (FRA)  | 90e               |
| 39                                   | Jacques van Meer (nl) (NED) | 55e               |
| 40                                   | Frédéric Vichot (FRA)       | 31e               |
| Directeur sportif : Jean de Gribaldy |                             |                   |

| Reynolds-TS Batteries                     | Reynolds-TS Batteries        | Reynolds-TS Batteries |
| ----------------------------------------- | ---------------------------- | --------------------- |
| Num                                       | Coureur                      | Pos                   |
| 41                                        | Enrique Aja (ESP)            | 62e                   |
| 42                                        | Eduardo Chozas (ESP)         | 9e                    |
| 43                                        | Iñaki Gastón (ESP)           | 38e                   |
| 44                                        | Eduardo González (ESP)       | HD-12                 |
| 45                                        | Carlos Hernández Bailo (ESP) | 76e                   |
| 46                                        | Jesús Hernández Úbeda (ESP)  | 85e                   |
| 47                                        | Miguel Indurain (ESP)        | AB-4                  |
| 48                                        | José Luis Laguía (ESP)       | AB-9                  |
| 49                                        | Francisco Navarro (ESP)      | HD-4                  |
| 50                                        | Celestino Prieto (ESP)       | 17e                   |
| Directeur sportif : José Miguel Echavarri |                              |                       |

| Fagor                          | Fagor                      | Fagor |
| ------------------------------ | -------------------------- | ----- |
| Num                            | Coureur                    | Pos   |
| 51                             | Pedro Muñoz (ESP)          | AB-15 |
| 52                             | Jean-Claude Bagot (FRA)    | 65e   |
| 53                             | Pierre Bazzo (FRA)         | 21e   |
| 54                             | Jean-René Bernaudeau (FRA) | AB-12 |
| 55                             | Michel Bibollet (FRA)      | 133e  |
| 56                             | Fons De Wolf, (BEL)        | HD-P  |
| 57                             | Martin Earley (IRL)        | 60e   |
| 58                             | Nico Emonds (BEL)          | AB-15 |
| 59                             | Philippe Lauraire (FRA)    | 138e  |
| 60                             | François Lemarchand (FRA)  | 81e   |
| Directeur sportif : Luis Ocaña |                            |       |

| Hitachi-Splendor-Sunair                 | Hitachi-Splendor-Sunair          | Hitachi-Splendor-Sunair |
| --------------------------------------- | -------------------------------- | ----------------------- |
| Num                                     | Coureur                          | Pos                     |
| 61                                      | Claude Criquielion (BEL)         | 18e                     |
| 62                                      | Laurent Biondi (FRA)             | 53e                     |
| 63                                      | Hendrik Devos (BEL)              | 58e                     |
| 64                                      | Rudy Dhaenens (BEL)              | 101e                    |
| 65                                      | Rudy Matthijs (BEL)              | 135e                    |
| 66                                      | Rudy Rogiers (BEL)               | 70e                     |
| 67                                      | Dietrich Thurau (RFA)            | DQ-10                   |
| 68                                      | Patrick Toelen (en) (BEL)        | 108e                    |
| 69                                      | Jean-Philippe Vandenbrande (BEL) | 40e                     |
| 70                                      | Jean-Marie Wampers (BEL)         | 117e                    |
| Directeur sportif : Albert De Kimpe (d) |                                  |                         |

| Panasonic                      | Panasonic                 | Panasonic |
| ------------------------------ | ------------------------- | --------- |
| Num                            | Coureur                   | Pos       |
| 71                             | Phil Anderson (AUS)       | 5e        |
| 72                             | Ludo De Keulenaer (BEL)   | 126e      |
| 73                             | Theo de Rooy (NED)        | 80e       |
| 74                             | Johan Lammerts (NED)      | 75e       |
| 75                             | Henk Lubberding (NED)     | 82e       |
| 76                             | Guy Nulens (BEL)          | 113e      |
| 77                             | Steven Rooks (NED)        | 25e       |
| 78                             | Eric Vanderaerden (BEL)   | 87e       |
| 79                             | Gerard Veldscholten (NED) | 28e       |
| 80                             | Peter Winnen (NED)        | 15e       |
| Directeur sportif : Peter Post |                           |           |

| Varta-Café de Colombia            | Varta-Café de Colombia       | Varta-Café de Colombia |
| --------------------------------- | ---------------------------- | ---------------------- |
| Num                               | Coureur                      | Pos                    |
| 81                                | Luis Herrera (COL)           | 7e                     |
| 82                                | Rafael Acevedo (COL)         | 43e                    |
| 83                                | Antonio Agudelo (COL)        | HD-8                   |
| 84                                | Rogelio Arango (en) (COL)    | AB-5                   |
| 85                                | Carlos Mario Jaramillo (COL) | 73e                    |
| 86                                | Hermán Loayza (es) (COL)     | 66e                    |
| 87                                | Reynel Montoya (COL)         | 41e                    |
| 88                                | Néstor Mora (COL)            | 118e                   |
| 89                                | Fabio Parra (COL)            | 8e                     |
| 90                                | Pablo Wilches (COL)          | AB-12                  |
| Directeur sportif : Raúl Mesa (d) |                              |                        |

| Carrera-Inoxpran                   | Carrera-Inoxpran           | Carrera-Inoxpran |
| ---------------------------------- | -------------------------- | ---------------- |
| Num                                | Coureur                    | Pos              |
| 91                                 | Roberto Visentini (ITA)    | 49e              |
| 92                                 | Guido Bontempi (ITA)       | 112e             |
| 93                                 | Beat Breu (SUI)            | 23e              |
| 94                                 | Czesław Lang (POL)         | 89e              |
| 95                                 | Bruno Leali (ITA)          | AB-16            |
| 96                                 | Erich Maechler (SUI)       | 114e             |
| 97                                 | Stefan Mutter (SUI)        | AB-20            |
| 98                                 | Jørgen Vagn Pedersen (DEN) | 50e              |
| 99                                 | Giancarlo Perini (ITA)     | 105e             |
| 100                                | Glauco Santoni (ITA)       | AB-5             |
| Directeur sportif : Davide Boifava |                            |                  |

| La Redoute-Cycles MBK                 | La Redoute-Cycles MBK        | La Redoute-Cycles MBK |
| ------------------------------------- | ---------------------------- | --------------------- |
| Num                                   | Coureur                      | Pos                   |
| 101                                   | Stephen Roche (IRL)          | 3e                    |
| 102                                   | Alain Bondue (FRA)           | 121e                  |
| 103                                   | Thierry Claveyrolat (FRA)    | 29e                   |
| 104                                   | Jean-Louis Gauthier (FRA)    | 69e                   |
| 105                                   | Pierre Le Bigaut (FRA)       | 92e                   |
| 106                                   | Paul Sherwen (GBR)           | 141e                  |
| 107                                   | Jérôme Simon (FRA)           | 24e                   |
| 108                                   | Régis Simon (FRA)            | 100e                  |
| 109                                   | Jean-Luc Vandenbroucke (BEL) | NP-7                  |
| 110                                   | Ferdi Van Den Haute (BEL)    | 119e                  |
| Directeur sportif : Raphaël Géminiani |                              |                       |

| Kwantum Hallen-Decosol-Yoko  | Kwantum Hallen-Decosol-Yoko | Kwantum Hallen-Decosol-Yoko |
| ---------------------------- | --------------------------- | --------------------------- |
| Num                          | Coureur                     | Pos                         |
| 111                          | Joop Zoetemelk (NED)        | 12e                         |
| 112                          | Maarten Ducrot (NED)        | 84e                         |
| 113                          | Henri Manders (NED)         | 91e                         |
| 114                          | Jelle Nijdam (NED)          | 115e                        |
| 115                          | Ludo Peeters (BEL)          | 48e                         |
| 116                          | Doug Shapiro (USA)          | 74e                         |
| 117                          | Gerrit Solleveld (NED)      | 110e                        |
| 118                          | Adrie van der Poel (NED)    | 51e                         |
| 119                          | Leo van Vliet (NED)         | 79e                         |
| 120                          | Ad Wijnands (NED)           | 106e                        |
| Directeur sportif : Jan Raas |                             |                             |

| Zor-Gemeaz Cusin                        | Zor-Gemeaz Cusin            | Zor-Gemeaz Cusin |
| --------------------------------------- | --------------------------- | ---------------- |
| Num                                     | Coureur                     | Pos              |
| 121                                     | Ángel Arroyo (ESP)          | AB-1             |
| 122                                     | Marc Durant (FRA)           | 64e              |
| 123                                     | Juan Fernández (ESP)        | NP-14            |
| 124                                     | Anselmo Fuerte (ESP)        | 109e             |
| 125                                     | Jésus Ibáñez (ESP)          | AB-10            |
| 126                                     | Peter Pieters (NED)         | 140e             |
| 127                                     | Álvaro Pino (ESP)           | 19e              |
| 128                                     | Francisco Rodríguez (COL)   | AB-6             |
| 129                                     | Jesús Rodríguez Magro (ESP) | 30e              |
| 130                                     | Faustino Rupérez (ESP)      | 39e              |
| Directeur sportif : Javier Mínguez (es) |                             |                  |

| Lotto-Eddy Merckx                    | Lotto-Eddy Merckx          | Lotto-Eddy Merckx |
| ------------------------------------ | -------------------------- | ----------------- |
| Num                                  | Coureur                    | Pos               |
| 131                                  | Jozef Lieckens (BEL)       | 130e              |
| 132                                  | Jan Baeyens (BEL)          | 136e              |
| 133                                  | Michel Dernies (BEL)       | 96e               |
| 134                                  | Yves Godimus (BEL)         | NP-8              |
| 135                                  | Paul Haghedooren (BEL)     | 33e               |
| 136                                  | Eric McKenzie (NZL)        | 127e              |
| 137                                  | Patrick Onnockx (nl) (BEL) | 142e              |
| 138                                  | Eddy Schepers (BEL)        | 14e               |
| 139                                  | Marc Sergeant (BEL)        | 59e               |
| 140                                  | Willem Van Eynde (BEL)     | 93e               |
| Directeur sportif : Walter Godefroot |                            |                   |

| Verandalux-Dries-Nissan          | Verandalux-Dries-Nissan    | Verandalux-Dries-Nissan |
| -------------------------------- | -------------------------- | ----------------------- |
| Num                              | Coureur                    | Pos                     |
| 141                              | Hennie Kuiper (NED)        | NP-15                   |
| 142                              | Jan Bogaert (BEL)          | 137e                    |
| 143                              | Etienne De Beule (BEL)     | 131e                    |
| 144                              | Dirk Demol (BEL)           | AB-15                   |
| 145                              | Jos Jacobs (BEL)           | 124e                    |
| 146                              | Louis Luyten (en) (BEL)    | AB-16                   |
| 147                              | Adri van Houwelingen (NED) | 88e                     |
| 148                              | Jan van Houwelingen (NED)  | 104e                    |
| 149                              | Teun van Vliet (NED)       | AB-16                   |
| 150                              | Gery Verlinden (BEL)       | AB-6                    |
| Directeur sportif : Roger Swerts |                            |                         |

| Seat-Orbea                           | Seat-Orbea                   | Seat-Orbea |
| ------------------------------------ | ---------------------------- | ---------- |
| Num                                  | Coureur                      | Pos        |
| 151                                  | Pedro Delgado (ESP)          | 6e         |
| 152                                  | José del Ramo (ESP)          | 125e       |
| 153                                  | Anastasio Greciano (ESP)     | 83e        |
| 154                                  | Jerónimo Ibáñez (en) (ESP)   | AB-9       |
| 155                                  | Jokin Mujika (ESP)           | 45e        |
| 156                                  | Imanol Murga (ESP)           | 94e        |
| 157                                  | Luis Vicente Otin (es) (ESP) | 107e       |
| 158                                  | Pello Ruiz Cabestany (ESP)   | 54e        |
| 159                                  | José Salvador Sanchis (ESP)  | 128e       |
| 160                                  | Ricardo Zúñiga (ca) (ESP)    | AB-9       |
| Directeur sportif : Domingo Perurena |                              |            |

| Santini-Selle Italia-Conti-Galli        | Santini-Selle Italia-Conti-Galli | Santini-Selle Italia-Conti-Galli |
| --------------------------------------- | -------------------------------- | -------------------------------- |
| Num                                     | Coureur                          | Pos                              |
| 161                                     | Lucien Van Impe (BEL)            | 27e                              |
| 162                                     | Roberto Bressan (en) (ITA)       | 143e                             |
| 163                                     | Daniele Caroli (ITA)             | AB-16                            |
| 164                                     | Davide Cassani (ITA)             | AB-16                            |
| 165                                     | Claudio Cerri (en) (ITA)         | AB-4                             |
| 166                                     | Claudio Fasolo (en) (ITA)        | 97e                              |
| 167                                     | Elio Festa (ITA)                 | 95e                              |
| 168                                     | Patrizio Gambirasio (ITA)        | AB-17                            |
| 169                                     | Giuliano Pavanello (ITA)         | 139e                             |
| 170                                     | Manrico Ronchiato (ITA)          | 144e                             |
| Directeur sportif : Bruno Reverberi (d) |                                  |                                  |

| Tönissteiner-Torhout-Werchter Rock-BASF | Tönissteiner-Torhout-Werchter Rock-BASF | Tönissteiner-Torhout-Werchter Rock-BASF |
| --------------------------------------- | --------------------------------------- | --------------------------------------- |
| Num                                     | Coureur                                 | Pos                                     |
| 171                                     | Paul Wellens (BEL)                      | 32e                                     |
| 172                                     | André Lurquin (nl) (BEL)                | 123e                                    |
| 173                                     | Stefan Morjean (BEL)                    | AB-6                                    |
| 174                                     | Rudy Patry (BEL)                        | 111e                                    |
| 175                                     | Noël Segers (BEL)                       | 120e                                    |
| 176                                     | Benny Van Brabant (BEL)                 | 129e                                    |
| 177                                     | Luc Wallays (BEL)                       | NP-6                                    |
| 178                                     | Jan Wijnants (BEL)                      | 52e                                     |
| 179                                     | Ludwig Wijnants (BEL)                   | 63e                                     |
| 180                                     | Aloïs Wouters (BEL)                     | 103e                                    |
| Directeur sportif : Édouard Wouters     |                                         |                                         |